# Super Bowl XXXI
Super Bowl XXXI był trzydziestym pierwszym finałem o mistrzostwo NFL w zawodowym futbolu amerykańskim, rozegranym 26 stycznia 1997 roku, na stadionie Louisiana Superdome, w Nowym Orleanie, w stanie Luizjana.
Mistrz konferencji NFC, drużyna Green Bay Packers, pokonał mistrza konferencji AFC, drużynę New England Patriots, uzyskując wynik 35-21.
Za faworytów spotkania uważana była drużyna z Green Bay.
Amerykański hymn państwowy przed meczem wykonała Luther Vandross. W przerwie w połowie meczu wystąpili: James Brown, ZZ Top oraz The Blues Brothers.
Tytuł MVP finałów zdobył Desmond Howard, Kick returner/Punt returner zespołu Packers.

## Ustawienia początkowe
| Green Bay         | Pozycja | Pozycja | New England      |
| ----------------- | ------- | ------- | ---------------- |
| Ofensywa          |         |         |                  |
| Andre Rison       | WR      | WR      | Terry Glenn      |
| Bruce Wilkerson   | LT      | LT      | Bruce Armstrong  |
| Aaron Taylor      | LG      | LG      | William Roberts  |
| Frank Winters     | C       | C       | Dave Wohlabaugh  |
| Adam Timmerman    | RG      | RG      | Todd Rucci       |
| Earl Dotson       | RT      | RT      | Max Lane         |
| Mark Chmura       | TE      | TE      | Ben Coates       |
| Antonio Freeman   | WR      | WR      | Shawn Jefferson  |
| Brett Favre       | QB      | QB      | Drew Bledsoe     |
| Edgar Bennett     | RB      | RB      | Curtis Martin    |
| William Henderson | FB      | FB      | Keith Byars      |
| Defensywa         |         |         |                  |
| Reggie White      | LDE     | LDE     | Ferric Collons   |
| Gilbert Brown     | LDT     | LDT     | Pio Sagapolutele |
| Santana Dotson    | RDT     | RDT     | Mark Wheeler     |
| Sean Jones        | RDE     | RDE     | Willie McGinest  |
| Wayne Simmons     | LOLB    | LOLB    | Todd Collins     |
| Ron Cox           | MLB     | MLB     | Ted Johnson      |
| Brian Williams    | ROLB    | ROLB    | Chris Slade      |
| Doug Evans        | LCB     | LCB     | Ty Law           |
| Craig Newsome     | RCB     | RCB     | Otis Smith       |
| LeRoy Butler      | SS      | SS      | Lawyer Milloy    |
| Eugene Robinson   | FS      | FS      | Willie Clay      |